# سبنسر غور (رياضي)
سبنسر غور (بالإنجليزية: Spencer Gore)‏ مواليد 10 مارس 1850 في لندن، إنجلترا - الوفاة 19 أبريل 1906 في إنجلترا، كان لاعب كرة مضرب بريطاني. كما أنه أحد أبطال الجراند سلام. أعلى تصنيف له في الفردي كان المركز الـ 1 في سنة 1877.

## بطولات حققها
- بطولة ويمبلدون

## النهائيات

### دورات الجراند سلام

#### الفردي: 2 (الألقاب 1, الوصافة 1)
| الحصيلة | السنة | البطولة  | الأرضية | المنافس      | النتيجة       |
| ------- | ----- | -------- | ------- | ------------ | ------------- |
| الفوز   | 1877  | ويمبلدون | عشبية   | وليام مارشال | 6–1, 6–2, 6–4 |
| الوصافة | 1878  | ويمبلدون | عشبية   | فرانك هادو   | 5–7, 1–6, 7–9 |

## روابط خارجية
- سبنسر غور على موقع إي آس بي آن كريك إنفو (الإنجليزية)
- سبنسر غور على موقع بطولة ويمبلدون (الإنجليزية)